# Gaia (mitologia)
Gaia, Geia ou Gé (em grego:  Γαία, transl.: Gaía), na mitologia grega, é a Mãe-Terra, como elemento primordial e latente de uma potencialidade geradora imensa. Segundo Hesíodo, no princípio surge Eurínome (o Mar Cósmico). Ela gera Ofíon (a Luz) e da união de ambos nascem Gaia, Tártaro (o abismo), Eros (o amor), Érebo (as trevas) e Nix (a noite).
Gaia gerou sozinha Urano (o Céu), Ponto (o mar) e as Óreas (as montanhas). Ela gerou Urano, seu igual, com o desejo de ter alguém que a cobrisse completamente, e para que houvesse um lar eterno para os deuses "bem-aventurados".
Com Ponto, Gaia gerou Nereu: É um deus marinho primitivo, representado como um idoso o velho do mar. Além de Fórcis, Ceto, Euríbia e Taumante.
Com Urano, Gaia gerou os doze  titãs: Oceano, Céos, Crio, Hiperio, Jápeto, Teia, Reia, Têmis, Mnemosine, a coroada de ouro Febe e a amada Tétis; por fim nasceu Cronos, o mais novo e mais terrível dos seus filhos, que odiava a luxúria do seu pai.
Período após haverem concebido os titãs, Urano e Gaia geraram os três ciclopes e os três hecatônquiros.
Urano, capaz de prever o futuro, temeu o poder desses filhos, quais tornar-se-iam poderosos, e os encerrou novamente no útero de Gaia. Ela, que gemia com dores atrozes sem poder parir, clamou pelo favor de seus filhos titãs e pediu auxílio para libertarem os irmãos e vingarem-se do pai. Dos doze irmãos, porém, somente Cronos aceitou a conspiração.
Gaia então retirou do peito o aço e com o auxílio de Nix, dele fez a foice dentada. Concedeu-a a Cronos e o escondeu, para que, quando viesse o pai durante a noite, não percebesse sua presença. Ao descer Urano para se unir mais uma vez com a esposa, foi surpreendido por Cronos, que atacou-o e castrou-o, separando assim o Céu e a Terra.
Cronos lançou os testículos de Urano ao mar, mas algumas gotas caíram sobre a terra, fecundando-a. Do sangue de Urano derramado sobre Gaia, nasceram os gigantes, as erínias as melíades.
Após a queda de Urano, Cronos subiu ao trono do mundo e libertou os irmãos. Mas vendo o quanto eram poderosos, também os temia e os aprisionou mais uma vez. Gaia, revoltada com o ato de tirania e intolerância do filho, tramou nova vingança.
Já havendo assumido regência do universo e se casado com Reia, Cronos foi por Urano advertido de que um de seus filhos o destronaria. Ele então passou a devorar cada recém-nascido tal qual o fizera o pai. Contudo, Gaia ajudou Reia a salvar o filho que era Zeus, escondendo-o em caverna dum monte em Creta, onde seria amamentado pela cabra Aix da ninfa Amalteia. Reia então, em vez de entregar seu filho para Cronos devorá-lo, entregou-lhe uma pedra.
Já adulto, Zeus declarou guerra ao pai e aos demais titãs com suporte de Gaia. Durante cem anos nenhum dos lados chegava ao triunfo. Gaia então foi até Zeus e prometeu que ele venceria e se tornaria rei do universo se descesse ao Tártaro e libertasse os três ciclopes e os três hecatônquiros. Ouvindo os conselhos de Gaia, Zeus venceu Cronos com a ajuda dos filhos libertos da Terra e se tornou o novo soberano do Universo. Zeus realizou um acordo com os hecatônquiros para que estes vigiassem os Titãs no fundo do Tártaro. Gaia pela terceira vez se revoltou e lançou mão de todas as suas armas para destronar Zeus.
Num primeiro momento, ela pariu os incontáveis andróginos, seres com quatro pernas e quatro braços que se ligavam por meio da coluna terminados em duas cabeças, além de possuir os órgãos genitais femininos e masculinos. Os andróginos surgiam do chão em todos os quadrantes e escalavam o Olimpo com a intenção de destruir Zeus, mas, por conselhos de Têmis, ele e os demais deuses deveriam acertar os andróginos na coluna, de modo a dividi-los exatamente ao meio. Assim feito, Zeus venceu.
Noutra oportunidade, Gaia produziu uma planta que ao ser comida poderia dar imortalidade aos gigantes; todavia a planta necessitava de luz para crescer. Ao saber disto Zeus ordenou que Hélio, Selene, Eos e as estrelas não subissem ao céu, e escondido nos véus de Nix, ele encontrou a planta e a destruiu. Mesmo assim Gaia incitou os gigantes a empilharem as montanhas na intenção de escalar o céu e invadir o Olimpo. Zeus e os outros deuses permaneceram invictos, entretanto.
Como última alternativa, Gaia enviou seu filho mais novo e o mais horrendo, Tifão, para acabar com os deuses e seus aliados. Os deuses se uniram contra a terrível criatura e depois de uma terrível e sangrenta batalha, lograram triunfar sobre o último intento e prole de Gaia.
Enfim, Gaia cedeu e concordou com Zeus que jamais voltaria a tramar contra seu governo. Dessa forma foi ela recebida como uma titã olímpica.

## Genealogia

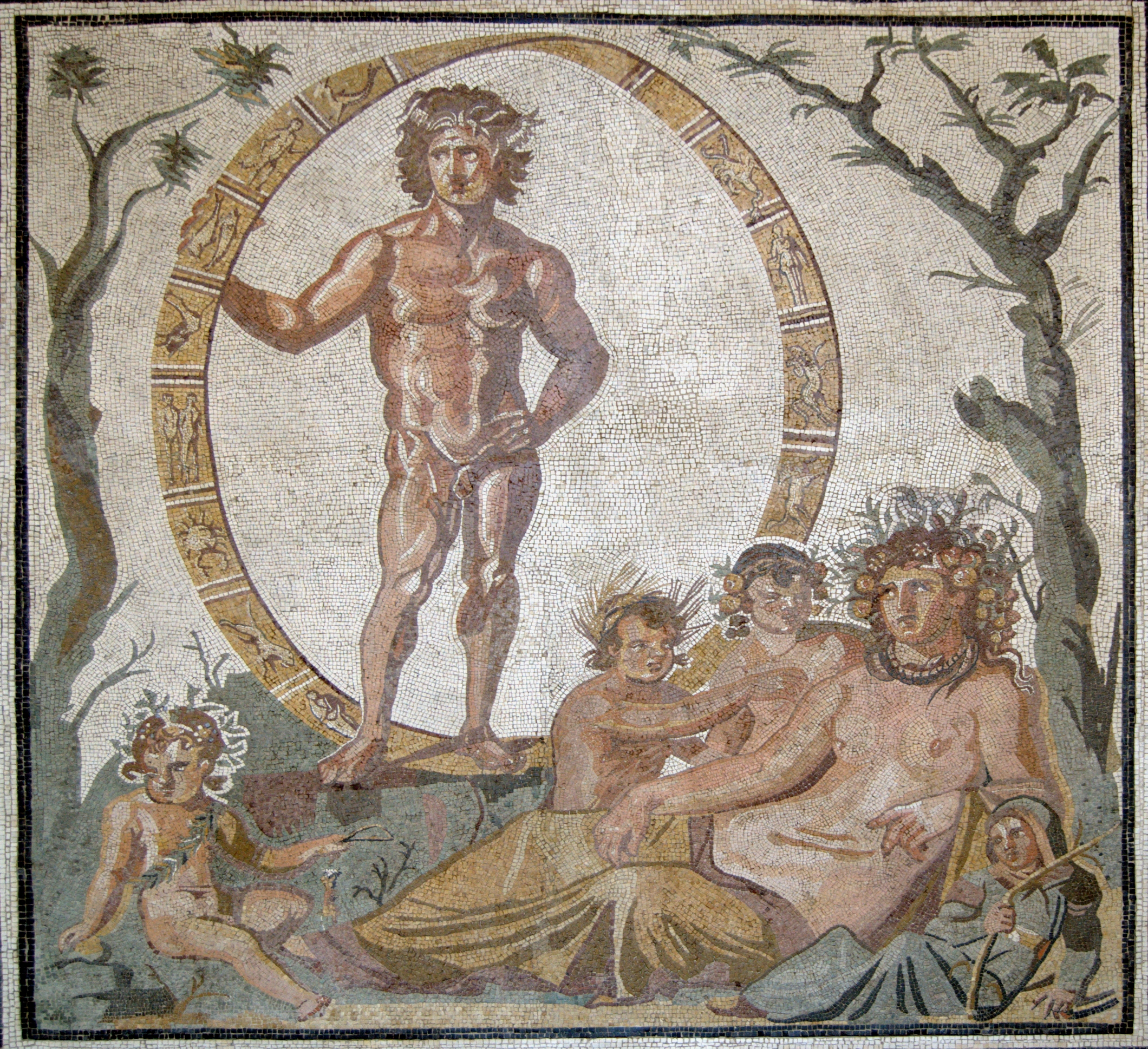
Chronos e Gaia com quatro filhos: talvez as estações do ano personificadas.
Mosaico de uma vila romana em Sentinum, primeira metade do śeculo III a.C. Gliptoteca de Munique, Inv. W504

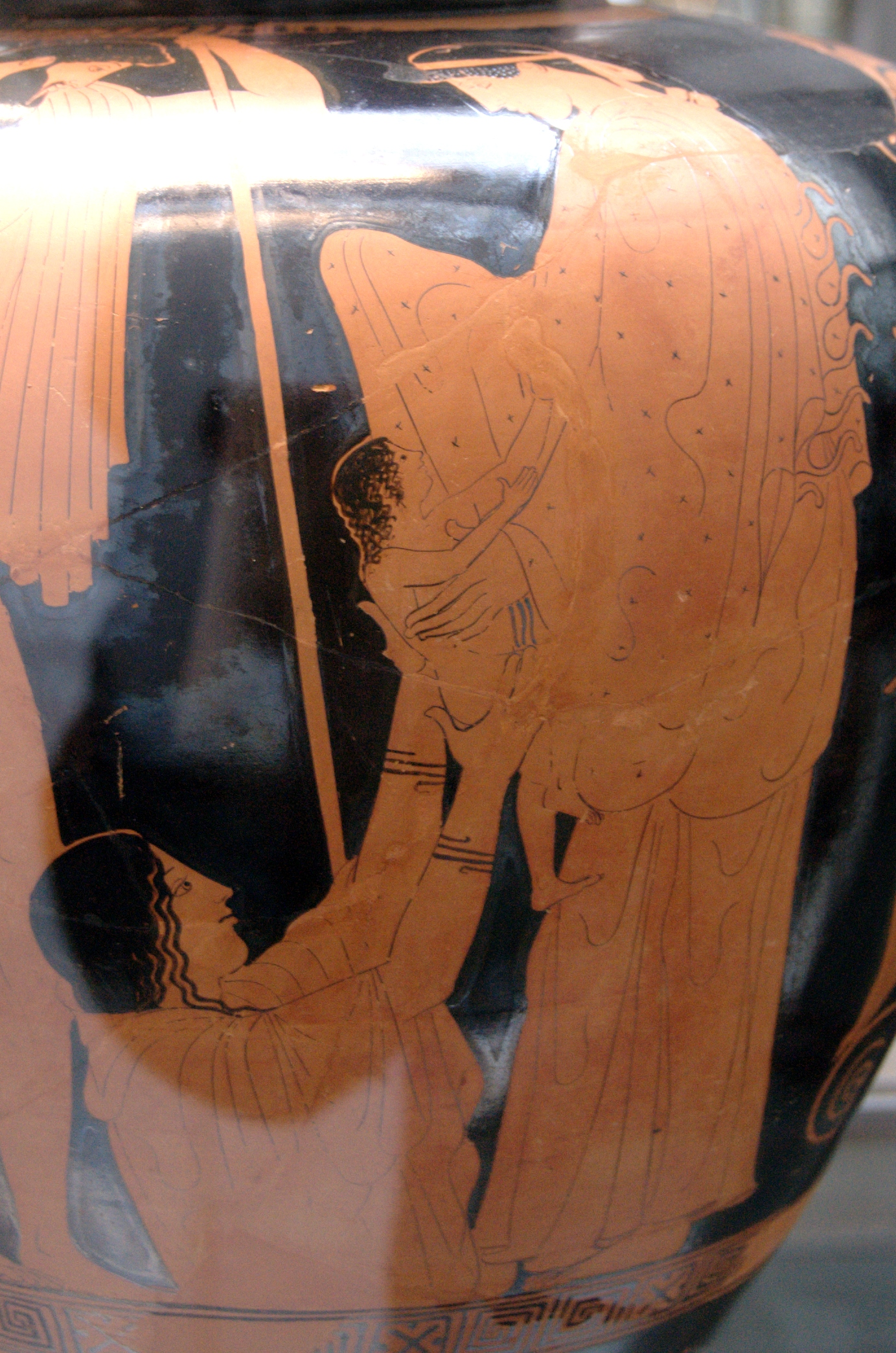
Gaia entrega o recém-nascido, Erictônio, para Atena enquanto Hefesto assiste
Figura vermelha ática stamnos, 470–460 a.C.

### Espontaneamente
Deuses primordiais
- Eurínome
- Ofíon
- Eros
- Érebo
- Tártaro
- Nix
- Gaia
- Úrano
- Ponto
- Óreas

Monstros e animais
- Píton (segundo Ovídio)
- Escorpião (segundo Higino)
- Árion (segundo Pausânias)
- Ofiotauro (segundo Higino)
- Dragão Nemeio (segundo Estácio)
- Dragão da Cólquida (segundo Apolônio de Rodes)
- Dragão Hésperio (possivelmente)

Homens nascidos da Terra
- Erictônio (segundo Homero)
- Cécrop (segundo Higino)
- Palécton (segundo poema lírico desconhecido)
- Pelasgo (segundo Hesíodo)
- Alalcomeneu (segundo poema lírico desconhecido)
- Jarbas (segundo poema lírico desconhecido)

Primeiros povos nascidos da Terra
- Andróginos
- Feácios (segundo Alceu)
- Ciclopes Sicilianos (segundo Alceu)
- Pigmeus (segundo Hesíodo)
- Etíopes (segundo Hesíodo)
- Hiperbóreos (segundo Hesíodo)

Demônios e deuses rústicos
- Fama (segundo Virgílio)
- Sileno (segundo Nonos)
- Disaules (segundo poema lírico desconhecido)
- Cabiros (segundo poema lírico desconhecido)
- Curetes (segundo Nonos)
- Dáctilos (segundo Nonos)

Gigantes
- Argos Panoptes (segundo Pseudo-Apolodoro)
- Gegenes (segundo Apolônio de Rodes)

### Com outros deuses
Com Hidros (segundo os órficos)
- Chronos
- Ananque

Com Éter (segundo Higino)
- Dolor (dor)
- Dolus (engano)
- Ira (fúria)
- Pentos (luto)
- Pseudólogos (mentiras)
- Horcos (juramento)
- Pena (punição)
- Intemperantia (intemperança)
- Anfilogias (altercação)
- Lete (esquecimento)
- Socordia (preguiça)
- Deimos (medo)
- Superbia (soberba)
- Incestum (incesto)
- Hisminas (contenda)

Com Ponto
- Ceto
- Euríbia
- Fórcis
- Nereu
- Taumante

Com Tártaro
- Campe (segundo Nonos)
- Equidna (segundo Apolodoro)
- Gigantes (segundo Higino)
- Tifão

Com Urano
- Ciclopes:
  - Arges
  - Brontes
  - Estéropes
- Hecatônquiros:
  - Briareu ou Egeão
  - Giges
  - Coto
- Titãs e titânides:
  - Ceos
  - Crio
  - Cronos
  - Dione (segundo Apolodoro)
  - Febe
  - Hiperião
  - Jápeto
  - Mnemosine
  - Oceano
  - Reia
  - Tétis
  - Teia
  - Têmis

Antigas musas
- Mneme
- Melete
- Aede

Outros filhos
- Aristeu (segundo Baquílides)
- Etna (segundo Simônides)

Com o Icor de Urano
- Erínias
- Gigantes (mitologia grega
- Melíades

Com Oceano
- Creusa (segundo Píndaro)
- Triptólemo (segundo Apolodoro)

Com Zeus
- Tício (segundo Nonos)
- Centauros Cíprios (segundo Nonos)

Com Posidão
- Órion (segundo Nonos)
- Anteu (segundo Apolodoro)
- Caríbdis (segundo poema lírico desconhecido)
- Lestrigão (segundo Hesíodo)

Com Hefesto
- Erictônio de Atenas (segundo Apolodoro)

## Outras versões

### Pseudo-Apolodoro
Em Pseudo-Apolodoro, seu mito é semelhante ao contado por Hesíodo.
Urano (Céu) é o primeiro a governar todo o mundo, e se casa com Gaia (a Terra). Desta união nascem os hecatônquiros (gigantes de cem mãos e cinquenta cabeças), Briareu, Giges e Coto. Em seguida, nascem os ciclopes, Arges, Estéropes e Brontes, que foram encerrados no Tártaro. Os próximos filhos são os titãs, os filhos Oceano, Céos, Hiperião, Crio, Jápeto e o mais novo de todos, Cronos, e as filhas titânides Tétis, Reia, Têmis, Mnemosine, Febe, Dione e Teia.
Gaia ficou triste com a destruição dos seus filhos, encerrados no Tártaro, e convenceu os titãs a atacarem Urano, e deu a Cronos uma foice de adamantina. Os titãs, exceto Oceano, atacaram Urano, e Cronos castrou Urano, jogando suas genitais no mar; das gotas de sangue nasceram as erínias, Alecto, Tisífone e Megera.
Após destronarem Urano, os titãs libertaram seus irmãos presos no Tártaro, e escolheram Cronos como seu soberano, mas este encerrou-os de volta no Tártaro, e se casou com sua irmã Reia. Gaia e Urano profetizaram que Cronos seria destronado por seu filho, o que fez Cronos engolir cada filho que nascia de Reia.
Mais tarde, durante a guerra entre Zeus e Cronos, Gaia profetizou que Zeus teria a vitória se ele se aliasse aos prisioneiros do Tártaro, o que foi feito.
Gaia também teve filhos com Ponto (deus primitivo do mar): Fórcis, Taumante, Nereu, Euríbia e Ceto.
Outra previsão de Gaia foi que Zeus e Métis teriam uma filha e um filho, e este derrubaria Zeus; Zeus evitou esta profecia engolindo Métis antes da filha nascer.
Segundo Ferecides de Leros, Triptólemo é filho de Gaia e Oceano.
Mais tarde, foi Gaia que incentivou a guerra entre os gigantes e os deuses olímpicos, fazendo gigantes, seus filhos com Urano, atacarem Zeus. Estes gigantes não podiam ser mortos por deuses, mas Zeus chamou Héracles, que matou vários gigantes. Na sequência da guerra, Gaia teve com Tártaro o monstro Tifão, que foi enterrado por Zeus no vulcão Etna.
Outros filhos de Gaia são: 
- Equidna, com Tártaro[16]
- Argos Panoptes[17]

### Árvore Genealógica
| Gaia | Gaia | Gaia | Gaia | Gaia | Gaia |                  |                  | Óreas            | Óreas            | Óreas            | Óreas            | Óreas | Óreas |          |          |          |          |          |          |  |  |           |           |           |           |           |           |  |  |                            |                            |                            |                            |                            |                            |  |  |            |            |            |            |            |            |  |  |             |             |             |             |             |             |  |  |        |        |        |        |        |        |
| Gaia | Gaia | Gaia | Gaia | Gaia | Gaia |                  |                  | Óreas            | Óreas            | Óreas            | Óreas            | Óreas | Óreas |          |          |          |          |          |          |  |  |           |           |           |           |           |           |  |  |                            |                            |                            |                            |                            |                            |  |  |            |            |            |            |            |            |  |  |             |             |             |             |             |             |  |  |        |        |        |        |        |        |
|      |      |      |      |      |      |                  |                  |                  |                  |                  |                  |       |       | Briareu  | Briareu  | Briareu  | Briareu  | Briareu  | Briareu  |  |  | Giges     | Giges     | Giges     | Giges     | Giges     | Giges     |  |  | Coto                       | Coto                       | Coto                       | Coto                       | Coto                       | Coto                       |  |  |            |            |            |            |            |            |  |  |             |             |             |             |             |             |  |  |        |        |        |        |        |        |
|      |      |      |      |      |      |                  |                  |                  |                  |                  |                  |       |       | Briareu  | Briareu  | Briareu  | Briareu  | Briareu  | Briareu  |  |  | Giges     | Giges     | Giges     | Giges     | Giges     | Giges     |  |  | Coto                       | Coto                       | Coto                       | Coto                       | Coto                       | Coto                       |  |  |            |            |            |            |            |            |  |  |             |             |             |             |             |             |  |  |        |        |        |        |        |        |
|      |      |      |      |      |      |                  |                  |                  |                  |                  |                  |       |       |          |          |          |          |          |          |  |  |           |           |           |           |           |           |  |  |                            |                            |                            |                            |                            |                            |  |  |            |            |            |            |            |            |  |  |             |             |             |             |             |             |  |  |        |        |        |        |        |        |
|      |      |      |      |      |      |                  |                  |                  |                  |                  |                  |       |       | Arges    | Arges    | Arges    | Arges    | Arges    | Arges    |  |  | Estéropes | Estéropes | Estéropes | Estéropes | Estéropes | Estéropes |  |  | Brontes                    | Brontes                    | Brontes                    | Brontes                    | Brontes                    | Brontes                    |  |  |            |            |            |            |            |            |  |  |             |             |             |             |             |             |  |  |        |        |        |        |        |        |
|      |      |      |      |      |      |                  |                  |                  |                  |                  |                  |       |       | Arges    | Arges    | Arges    | Arges    | Arges    | Arges    |  |  | Estéropes | Estéropes | Estéropes | Estéropes | Estéropes | Estéropes |  |  | Brontes                    | Brontes                    | Brontes                    | Brontes                    | Brontes                    | Brontes                    |  |  |            |            |            |            |            |            |  |  |             |             |             |             |             |             |  |  |        |        |        |        |        |        |
|      |      |      |      |      |      |                  |                  |                  |                  |                  |                  |       |       |          |          |          |          |          |          |  |  |           |           |           |           |           |           |  |  |                            |                            |                            |                            |                            |                            |  |  |            |            |            |            |            |            |  |  |             |             |             |             |             |             |  |  |        |        |        |        |        |        |
|      |      |      |      |      |      | Urano            | Urano            | Urano            | Urano            | Urano            | Urano            |       |       | Oceano   | Oceano   | Oceano   | Oceano   | Oceano   | Oceano   |  |  | Tétis     | Tétis     | Tétis     | Tétis     | Tétis     | Tétis     |  |  | Ceos                       | Ceos                       | Ceos                       | Ceos                       | Ceos                       | Ceos                       |  |  | Febe       | Febe       | Febe       | Febe       | Febe       | Febe       |  |  | Crio        | Crio        | Crio        | Crio        | Crio        | Crio        |  |  | Jápeto | Jápeto | Jápeto | Jápeto | Jápeto | Jápeto |
|      |      |      |      |      |      |                  | Urano            | Urano            | Urano            | Urano            | Urano            |       |       | Oceano   | Oceano   | Oceano   | Oceano   | Oceano   | Oceano   |  |  | Tétis     | Tétis     | Tétis     | Tétis     | Tétis     | Tétis     |  |  | Ceos                       | Ceos                       | Ceos                       | Ceos                       | Ceos                       | Ceos                       |  |  | Febe       | Febe       | Febe       | Febe       | Febe       | Febe       |  |  | Crio        | Crio        | Crio        | Crio        | Crio        | Crio        |  |  | Jápeto | Jápeto | Jápeto | Jápeto | Jápeto | Jápeto |
|      |      |      |      |      |      |                  |                  |                  |                  |                  |                  |       |       |          |          |          |          |          |          |  |  |           |           |           |           |           |           |  |  |                            |                            |                            |                            |                            |                            |  |  |            |            |            |            |            |            |  |  |             |             |             |             |             |             |  |  |        |        |        |        |        |        |
|      |      |      |      |      |      |                  |                  |                  |                  |                  |                  |       |       | Hiperião | Hiperião | Hiperião | Hiperião | Hiperião | Hiperião |  |  | Teia      | Teia      | Teia      | Teia      | Teia      | Teia      |  |  | Têmis                      | Têmis                      | Têmis                      | Têmis                      | Têmis                      | Têmis                      |  |  | Mnemosine  | Mnemosine  | Mnemosine  | Mnemosine  | Mnemosine  | Mnemosine  |  |  | Reia        | Reia        | Reia        | Reia        | Reia        | Reia        |  |  | Cronos | Cronos | Cronos | Cronos | Cronos | Cronos |
|      |      |      |      |      |      |                  |                  |                  |                  |                  |                  |       |       | Hiperião | Hiperião | Hiperião | Hiperião | Hiperião | Hiperião |  |  | Teia      | Teia      | Teia      | Teia      | Teia      | Teia      |  |  | Têmis                      | Têmis                      | Têmis                      | Têmis                      | Têmis                      | Têmis                      |  |  | Mnemosine  | Mnemosine  | Mnemosine  | Mnemosine  | Mnemosine  | Mnemosine  |  |  | Reia        | Reia        | Reia        | Reia        | Reia        | Reia        |  |  | Cronos | Cronos | Cronos | Cronos | Cronos | Cronos |
|      |      |      |      |      |      |                  |                  |                  |                  |                  |                  |       |       |          |          |          |          |          |          |  |  |           |           |           |           |           |           |  |  |                            |                            |                            |                            |                            |                            |  |  |            |            |            |            |            |            |  |  |             |             |             |             |             |             |  |  |        |        |        |        |        |        |
|      |      |      |      |      |      |                  |                  |                  |                  |                  |                  |       |       |          |          |          |          |          |          |  |  |           |           |           |           |           |           |  |  |                            |                            |                            |                            |                            |                            |  |  |            |            |            |            |            |            |  |  |             |             |             |             |             |             |  |  |        |        |        |        |        |        |
|      |      |      |      |      |      | Tártaro          | Tártaro          | Tártaro          | Tártaro          | Tártaro          | Tártaro          |       |       | Tifão    | Tifão    | Tifão    | Tifão    | Tifão    | Tifão    |  |  | Campe     | Campe     | Campe     | Campe     | Campe     | Campe     |  |  | Gigantes (mitologia grega) | Gigantes (mitologia grega) | Gigantes (mitologia grega) | Gigantes (mitologia grega) | Gigantes (mitologia grega) | Gigantes (mitologia grega) |  |  |            |            |            |            |            |            |  |  |             |             |             |             |             |             |  |  |        |        |        |        |        |        |
|      |      |      |      |      |      |                  | Tártaro          | Tártaro          | Tártaro          | Tártaro          | Tártaro          |       |       | Tifão    | Tifão    | Tifão    | Tifão    | Tifão    | Tifão    |  |  | Campe     | Campe     | Campe     | Campe     | Campe     | Campe     |  |  | Gigantes (mitologia grega) | Gigantes (mitologia grega) | Gigantes (mitologia grega) | Gigantes (mitologia grega) | Gigantes (mitologia grega) | Gigantes (mitologia grega) |  |  |            |            |            |            |            |            |  |  |             |             |             |             |             |             |  |  |        |        |        |        |        |        |
|      |      |      |      |      |      |                  |                  |                  |                  |                  |                  |       |       |          |          |          |          |          |          |  |  |           |           |           |           |           |           |  |  |                            |                            |                            |                            |                            |                            |  |  |            |            |            |            |            |            |  |  |             |             |             |             |             |             |  |  |        |        |        |        |        |        |
|      |      |      |      |      |      |                  |                  |                  |                  |                  |                  |       |       |          |          |          |          |          |          |  |  |           |           |           |           |           |           |  |  |                            |                            |                            |                            |                            |                            |  |  |            |            |            |            |            |            |  |  |             |             |             |             |             |             |  |  |        |        |        |        |        |        |
|      |      |      |      |      |      | Ponto            | Ponto            | Ponto            | Ponto            | Ponto            | Ponto            |       |       | Ceto     | Ceto     | Ceto     | Ceto     | Ceto     | Ceto     |  |  | Euríbia   | Euríbia   | Euríbia   | Euríbia   | Euríbia   | Euríbia   |  |  | Fórcis                     | Fórcis                     | Fórcis                     | Fórcis                     | Fórcis                     | Fórcis                     |  |  | Nereu      | Nereu      | Nereu      | Nereu      | Nereu      | Nereu      |  |  | Taumante    | Taumante    | Taumante    | Taumante    | Taumante    | Taumante    |  |  |        |        |        |        |        |        |
|      |      |      |      |      |      |                  | Ponto            | Ponto            | Ponto            | Ponto            | Ponto            |       |       | Ceto     | Ceto     | Ceto     | Ceto     | Ceto     | Ceto     |  |  | Euríbia   | Euríbia   | Euríbia   | Euríbia   | Euríbia   | Euríbia   |  |  | Fórcis                     | Fórcis                     | Fórcis                     | Fórcis                     | Fórcis                     | Fórcis                     |  |  | Nereu      | Nereu      | Nereu      | Nereu      | Nereu      | Nereu      |  |  | Taumante    | Taumante    | Taumante    | Taumante    | Taumante    | Taumante    |  |  |        |        |        |        |        |        |
|      |      |      |      |      |      |                  |                  |                  |                  |                  |                  |       |       |          |          |          |          |          |          |  |  |           |           |           |           |           |           |  |  |                            |                            |                            |                            |                            |                            |  |  |            |            |            |            |            |            |  |  |             |             |             |             |             |             |  |  |        |        |        |        |        |        |
|      |      |      |      |      |      |                  |                  |                  |                  |                  |                  |       |       | Dolor    | Dolor    | Dolor    | Dolor    | Dolor    | Dolor    |  |  | Dolus     | Dolus     | Dolus     | Dolus     | Dolus     | Dolus     |  |  | Ira                        | Ira                        | Ira                        | Ira                        | Ira                        | Ira                        |  |  | Pentos     | Pentos     | Pentos     | Pentos     | Pentos     | Pentos     |  |  | Pseudólogos | Pseudólogos | Pseudólogos | Pseudólogos | Pseudólogos | Pseudólogos |  |  |        |        |        |        |        |        |
|      |      |      |      |      |      |                  |                  |                  |                  |                  |                  |       |       | Dolor    | Dolor    | Dolor    | Dolor    | Dolor    | Dolor    |  |  | Dolus     | Dolus     | Dolus     | Dolus     | Dolus     | Dolus     |  |  | Ira                        | Ira                        | Ira                        | Ira                        | Ira                        | Ira                        |  |  | Pentos     | Pentos     | Pentos     | Pentos     | Pentos     | Pentos     |  |  | Pseudólogos | Pseudólogos | Pseudólogos | Pseudólogos | Pseudólogos | Pseudólogos |  |  |        |        |        |        |        |        |
|      |      |      |      |      |      |                  |                  |                  |                  |                  |                  |       |       |          |          |          |          |          |          |  |  |           |           |           |           |           |           |  |  |                            |                            |                            |                            |                            |                            |  |  |            |            |            |            |            |            |  |  |             |             |             |             |             |             |  |  |        |        |        |        |        |        |
|      |      |      |      |      |      | Éter (mitologia) | Éter (mitologia) | Éter (mitologia) | Éter (mitologia) | Éter (mitologia) | Éter (mitologia) |       |       | Horcos   | Horcos   | Horcos   | Horcos   | Horcos   | Horcos   |  |  | Pena      | Pena      | Pena      | Pena      | Pena      | Pena      |  |  | Intemperantia              | Intemperantia              | Intemperantia              | Intemperantia              | Intemperantia              | Intemperantia              |  |  | Anfilogias | Anfilogias | Anfilogias | Anfilogias | Anfilogias | Anfilogias |  |  | Lete        | Lete        | Lete        | Lete        | Lete        | Lete        |  |  |        |        |        |        |        |        |
|      |      |      |      |      |      | Éter (mitologia) | Éter (mitologia) | Éter (mitologia) | Éter (mitologia) | Éter (mitologia) | Éter (mitologia) |       |       | Horcos   | Horcos   | Horcos   | Horcos   | Horcos   | Horcos   |  |  | Pena      | Pena      | Pena      | Pena      | Pena      | Pena      |  |  | Intemperantia              | Intemperantia              | Intemperantia              | Intemperantia              | Intemperantia              | Intemperantia              |  |  | Anfilogias | Anfilogias | Anfilogias | Anfilogias | Anfilogias | Anfilogias |  |  | Lete        | Lete        | Lete        | Lete        | Lete        | Lete        |  |  |        |        |        |        |        |        |
|      |      |      |      |      |      |                  |                  |                  |                  |                  |                  |       |       |          |          |          |          |          |          |  |  |           |           |           |           |           |           |  |  |                            |                            |                            |                            |                            |                            |  |  |            |            |            |            |            |            |  |  |             |             |             |             |             |             |  |  |        |        |        |        |        |        |
|      |      |      |      |      |      |                  |                  |                  |                  |                  |                  |       |       |          |          |          |          |          |          |  |  |           |           |           |           |           |           |  |  |                            |                            |                            |                            |                            |                            |  |  |            |            |            |            |            |            |  |  |             |             |             |             |             |             |  |  |        |        |        |        |        |        |
|      |      |      |      |      |      |                  |                  |                  |                  |                  |                  |       |       | Socordia | Socordia | Socordia | Socordia | Socordia | Socordia |  |  | Deimos    | Deimos    | Deimos    | Deimos    | Deimos    | Deimos    |  |  | Superbia                   | Superbia                   | Superbia                   | Superbia                   | Superbia                   | Superbia                   |  |  | Incestum   | Incestum   | Incestum   | Incestum   | Incestum   | Incestum   |  |  | Hisminas    | Hisminas    | Hisminas    | Hisminas    | Hisminas    | Hisminas    |  |  |        |        |        |        |        |        |
|      |      |      |      |      |      |                  |                  |                  |                  |                  |                  |       |       | Socordia | Socordia | Socordia | Socordia | Socordia | Socordia |  |  | Deimos    | Deimos    | Deimos    | Deimos    | Deimos    | Deimos    |  |  | Superbia                   | Superbia                   | Superbia                   | Superbia                   | Superbia                   | Superbia                   |  |  | Incestum   | Incestum   | Incestum   | Incestum   | Incestum   | Incestum   |  |  | Hisminas    | Hisminas    | Hisminas    | Hisminas    | Hisminas    | Hisminas    |  |  |        |        |        |        |        |        |